# Siren (televisieserie)
Siren is een Amerikaanse televisieserie die op 29 maart 2018 in première ging op Freeform. Het eerste seizoen telt 10 afleveringen.

## Verhaal

### Seizoen 1
Op zee vinden de vissers Chris, Xander Calvin en Ted in hun net een vreemd wezen. Omwille van de nacht en het stormweer kunnen ze niet zien wat het wezen is. De bemanning kan het wezen in het ruim lokken nadat het Chris zwaar heeft verwond. De kapitein zendt een noodsignaal uit waarop - tot hun verbazing - een legereenheid onder bevel van Aldon Decker en geen medisch team de gewonde visser meeneemt. Ook nemen zij het wezen mee voordat de bemanning kon zien wat het was. Zowel de visser als het wezen zijn sindsdien spoorloos.
In de kustplaats Bristol Cove wordt een legende verteld over zeemeerminnen die er in de buurt zouden vertoefd hebben. Wanneer Ben, een bioloog en werkkracht van een opvangcentrum voor zeedieren, plots op straat een naakte, mysterieuze jonge vrouw ontmoet, neemt hij haar mee. De vrouw lijkt in eerste instantie in shock te zijn waardoor een dokter wordt gebeld. Wanneer deze aanbelt, is de vrouw plots verdwenen.
De vrouw gaat op tocht door het stadje en steelt er kleding en wat andere spullen. Daarbij kijkt ze even naar televisie en wordt het al snel duidelijk dat de dame snel zaken leert en buitennatuurlijk sterk is. Zo noemt ze zichzelf Ryn en leert op enkele uren tijd een basiskennis Engels. Ze ontmoet een man die haar meeneemt in zijn wagen. Wanneer de man haar tracht aan te randen, wordt hij door haar brutaal vermoord. Ryn ontmoet Ben opnieuw en het wordt beetje bij beetje duidelijk dat Ryn op zoek is naar haar zus. Omdat Ryn een huidinfectie lijkt te hebben, wordt de dokter nogmaals gebeld, maar weer is de dame plots verdwenen.
Toevallig ziet Ben via zeecamera's hoe Ryn in een zeemeermin verandert. Hij springt haar achterna, maar wordt door haar aangevallen. Ben kan net op tijd op het droge geraken. Daarop gaat Ben naar Helen die een winkel in souvenirs uitbaat en, gezien de legendes, voornamelijk zaken gerelateerd aan zeemeerminnen verkoopt. Volgens haar waren de voorouders van Ben zeemeerminjagers die de wezens doodden en geen helden zoals de legende beschrijft. Ook legt Helen uit dat zeemeerminnen gewend moeten raken aan leven op het droge en ze, zeker in het begin, regelmatig naar zee moeten terugkeren voor hun gezondheid. Eens in het water veranderen de zeemeerminnen in dodelijke wezens die zowat alles aanvallen.
Chris ontwaakt in een geheime militaire basis. Bij toeval geraakt hij in bezit van de mobiele telefoon en kan hij Xander een bericht sturen. Nu Xander het telefoonnummer heeft, ontdekt hij aan wie deze toebehoort en waar deze veprleegster woont. Ze achtervolgen haar naar de militaire basis, maar zijn genoodzaakt terug te draaien wanneer militairen hun dreigen aan te vallen.
In diezelfde geheime basis doen wetenschappers testen op de zeemeermin die de vissers eerder hadden gevangen. Zo ontdekken ze al snel dat de zeemeermin een gen bevat waardoor lamme muizen terug genezen. De extractie put de zeemeermin volledig uit waardoor een verantwoordelijke beslist om de verdoving te verminderen. Deze uitputting was echter schijn, want bij een volgende extractie vermoordt de zeemeermin iedereen in het laboratorium. Ze ontsnapt waarbij ze in haar vlucht ook nog enkele slachtoffers maakt. Chris maakt van deze verwarring gebruik om ook te vluchten. Hij komt een vrouw tegen van wie hij vermoedt ook een patiënt te zijn en samen rijden ze weg met de auto.
Chris zijn wonde is nog niet volledig gehecht. Hij belt Xander en Ben op waar hij zich bevindt. Ryn gaat mee en vindt zo haar zus Donna terug. Beiden stappen de zee in en worden terug gemuteerd in hun oorspronkelijke vorm.
Al snel wordt duidelijk dat het leger alle sporen wil wissen: het huis van de verpleegstger wordt onderzocht, de geheime militaire basis wordt afgebrand waarbij wordt gezegd dat er heel wat doden zijn gevallen... Daardoor wordt ook voor het leven van Chris gevreesd. Daarbij komt dat Ryn een zender draagt zodat Ben haar kan helpen in nood. En de politie is op zoek naar een moordenaar: aan de hand van een getuige die door Ryn werd aangevallen, werd een robotfoto opgemaakt.
Enkele weken later gaan Ryn en Donna terug naar het vasteland: ze willen de hulp van Ben omdat er bijna geen voedsel meer is. Donna blijft mensen wantrouwen en is van mening dat zij de oorzaak zijn van hun voedseltekort. Ze keert terug naar de zee en is van plan om wraak te nemen op de mensen. Ben ontdekt dat het leger een complot heeft opgezet waardoor er geen visquota's meer zijn. Zo willen ze de zeemeerminnen laten uithongeren en hen naar een bepaalde locatie lokken. Ben, Xander en Sean varen naar die locatie en vinden een marineschip zonder bemanning. Plots worden ze aangevallen door zeemeerminnen. Daarbij komt Sean om het leven.
Donna gaat met twee zeemeermannen aan land om Ryn te vermoorden aangezien zij voor een leven op land heeft gekozen. Er ontstaat een gevecht in de winkel van Helen. Helen kan de gemoederen ietwat bedaren door te zeggen dat zeemeerminnen perfect op het land kunnen leven: zijzelf is daar het levende bewijs van. Desondanks gaat de klopjacht op Ryn verder. Wanneer Ryn in een gevecht wint, wordt ze aanzien als het alpha-vrouwtje en dient iedereen haar te gehoorzamen. Zo is het conflict opgelost. Echter, Xander is op zoek naar de zeemeermin die zijn vader vermoordde. Net wanneer het dispuut tussen Ryn en de andere zeemeerminnen is opgelost, schiet Xander Donna neer. Zij overlijdt niet veel later. De twee zeemeermannen worden door Ryn weggejaagd met de melding dat ze haar gerust moeten laten en niet mogen terugkeren. Via Helen verneemt Ben dat er een verborgen kerkhof is waar zeemeerminnen die op land sterven worden begraven. Daar onthult Helen dat ze een verre bloedverwant is van Ben en dat hij voor 1/8ste een zeemeerman is.
Ryn had al enkele keren haar sirenelied gezongen voor Ben. Ook Donna deed dat bij Decker. Deze zang bracht hen in een trance en blijkt op mensen als een verslavende drug te werken. Omdat Donna net voordat ze stierf haar lied niet wou brengen voor Aldon Decker, pleegt hij zelfmoord. Ook Ben krijgt waanvoorstellingen en springt in zee waarbij hij bijna verdrinkt. Hij wordt net op tijd Ryn gered. Ryn verklaart dat ze op het land wil blijven en haar intrek neemt bij Helen.

## Rolverdeling
| Acteur               | Personage           |
| -------------------- | ------------------- |
| Alex Roe             | Ben Pownall         |
| Eline Powell         | "Ryn Fisher"        |
| Fola Evans-Akingbola | Maddie Bishop       |
| Ian Verdun           | Xander McClure      |
| Rena Owen            | Helen Hawkins       |
| Gil Birmingham       | Sheriff Dale Bishop |
| Sibongile Mlambo     | "Donna"             |
| Aylya Marzolf        | "Katrina"           |
| Sedale Threatt Jr.   | "Levi"              |
| Tiffany Lonsdale     | "Tia"               |

### Terugkerende personages
- Chad Rook - Chris Mueller
- Curtis Lum - Calvin Lee
- Ron Yuan - Aldon Decker
- David A. Kaye - Jerry
- David Cubitt - Ted Pownall
- Sarah-Jane Redmond - Elaine Pownall
- Tammy Gillis - Hulpsheriff Marissa Staub
- Hannah Levien - Janine
- Garcelle Beauvais - Susan Bishop
- Andrew Jenkins - Doug Pownall
- Anthony Harrison - Admiraal Harrison
- Natalee Linez - Nicole Martinez
- Luc Roderique - Ian Sutton
- Jill Teed - Patti McClure
- Hugo Ateo - "Frank/Sarge"
- Millan Tesfazgi - "Cami"
- Georgia Scarlet Waters - "Eliza"
- Katie Keough - "Hunter"
- Brendan Fletcher - Rick Marzdan
- Deniz Akdeniz - Robb Wellens
- Sisse Marie en Ben Sullivan - "Yura"
- Alix West Lefler - Hope
- Caroline Cave - Beth Marzdan
- Daniel Cudmore - Bryan
- Kaaren de Zilva - Dr. Leena
- Kiomi Pyke - Meredith

## Productie
Op 25 juli 2016 werd een pilotaflevering besteld door tv-zender Freeform, getiteld The Deep, naar een verhaal van Eric Wald en Dean White. Op 19 april 2017 werd officieel medegedeeld dat de serie in het voorjaar 2018 uitgezonden zou worden onder de huidige naam.
Op 24 augustus 2016 werd de Vlaamse Eline Powell toegevoegd aan de cast voor de hoofdrol van Ryn. Rena Owen kreeg de rol van Helen. Op 26 september 2016 vervoegde Ian Verdun de cast, een week later gevolgd door Alex Roe en Fola Evans-Akingbola.
De filmopnamen gingen in oktober 2016 van start in Brits-Columbia, Canada en de officiële trailer werd vrijgegeven op 19 april 2017. De eerste aflevering werd vertoond in oktober 2017 op het New York Comic Con. De serie werd uitgezonden op televisie vanaf 29 maart 2018 en kreeg van de filmcritici overwegend positieve kritieken met een score van 92% op Rotten Tomatoes, gebaseerd op 12 beoordelingen.
Op 24 januari 2019 ging het tweede seizoen van start met 16 afleveringen. Op 14 mei 2019 werd aangekondigd door Freedom dat er een derde seizoen zal volgen.